# Varnado
Varnado – wieś w Stanach Zjednoczonych, w stanie Luizjana, w parafii Washington.